# Martin-chasseur des mangroves
Halcyon senegaloides
Espèce
Statut de conservation UICN

 LC  : Préoccupation mineure
Le Martin-chasseur des mangroves (Halcyon senegaloides) est une espèce d'oiseau appartenant à la famille des Alcedinidae. C'est une espèce monotypique.